# العلاقات الهندية السورينامية
العلاقات الهندية السورينامية هي العلاقات الثنائية التي تجمع بين الهند وسورينام.

## مقارنة بين البلدين
هذه مقارنة عامة ومرجعية للدولتين:
| وجه المقارنة                                              | الهند                       | سورينام                        |
| --------------------------------------------------------- | --------------------------- | ------------------------------ |
| المساحة (كم2)                                             | 3.29 مليون                  | 163.27 ألف                     |
| عدد السكان (نسمة)                                         | 1.35 مليار                  | 563.40 ألف                     |
| الكثافة السكانية (ن./كم²)                                 | 410.33                      | 3.45                           |
| العاصمة                                                   | نيودلهي                     | باراماريبو                     |
| اللغة الرسمية                                             | اللغة الهندية، لغة إنجليزية | اللغة الهولندية                |
| العملة                                                    | روبية هندية                 | دولار سورينامي، غيلدر سورينامي |
| الناتج المحلي الإجمالي (بليون دولار)                      | 2.60 تريليون                | 3.32 مليار                     |
| الناتج المحلي الإجمالي (تعادل القوة الشرائية) بليون دولار | 8.00 تريليون                | 9.07 مليار                     |
| الناتج المحلي الإجمالي الاسمي للفرد دولار أمريكي          | 1.60 ألف                    | 9.48 ألف                       |
| الناتج المحلي الإجمالي للفرد دولار أمريكي                 | 5.70 ألف                    | 16.64 ألف                      |
| مؤشر التنمية البشرية                                      | 0.609                       | 0.714                          |
| رمز المكالمات الدولي                                      | +91                         | +597                           |
| رمز الإنترنت                                              | .in، .भारत ‏، .بھارت ‏،        | .sr                            |
| المنطقة الزمنية                                           | ت ع م+05:30، توقيت الهند    | 00                             |

## منظمات دولية مشتركة
يشترك البلدان في عضوية مجموعة من المنظمات الدولية، منها:
| علم المنظمة | اسم المنظمة                        | تاريخ انضمام الهند | تاريخ انضمام سورينام |
| ----------- | ---------------------------------- | ------------------ | -------------------- |
|             | يونسكو                             | 4 نوفمبر 1946      | 16 يوليو 1976        |
|             | مؤسسة التمويل الدولية              | 20 يوليو 1956      | 1 سبتمبر 2011        |
|             | منظمة حظر الأسلحة الكيميائية       | ?                  | ?                    |
|             | منظمة التجارة العالمية             | 1995               | ?                    |
|             | وكالة ضمان الاستثمار متعدد الأطراف | 6 يناير 1994       | 2 يوليو 2003         |
|             | الاتحاد البريدي العالمي            | ?                  | ?                    |
|             | الاتحاد الدولي للاتصالات           | 1869               | 15 يوليو 1976        |
|             | منظمة الشرطة الجنائية الدولية      | ?                  | ?                    |
|             | الأمم المتحدة                      | 30 أكتوبر 1945     | 4 ديسمبر 1975        |
|             | البنك الدولي للإنشاء والتعمير      | 27 ديسمبر 1945     | 27 يونيو 1978        |
|             | المنظمة الهيدروغرافية الدولية      | ?                  | ?                    |

## أعلام
هذه قائمة لبعض الشخصيات التي تربطها علاقات بالبلدين:
- أرون وينتر (لاعب كرة قدم هولندي، 1 مارس 1967[21] – )
- بريتابناخان شاو رادهيشران رادهاكيشون (سياسي سورينامي، 1934 – 6 يناير 2001)
- تشان سانتوخي (سياسي سورينامي، 3 فبراير 1959 – )
- رامسيواك شنكار (سياسي سورينامي، 6 نوفمبر 1937 – )

## وصلات خارجية
- موقع وزارة الخارجية الهندية
- موقع وزارة الخارجية السورينامية